# General Electric F101
Le General Electric F101 est un turboréacteur à double flux à postcombustion et taux de dilution moyen de conception américaine, conçu par le motoriste General Electric Aircraft Engines. Premier turboréacteur à double flux à postcombustion de ce constructeur,, il propulse le bombardier stratégique Rockwell B-1 Lancer de l'US Air Force, et produit une poussée maximale de près de 137 kN lorsqu'il fait usage de la postcombustion.

## Conception et développement
Le F101 fut spécifiquement conçu pour équiper l'Advanced Manned Strategic Aircraft, un terme désignant ce qui allait devenir le bombardier B-1A. Initié dès 1968, le moteur débuta ses premiers tests en octobre 1973. D'abord produit à 27 exemplaires, Il propulsa les quatre appareils de développement du B-1A, effectuant plus de 20 000 heures de fonctionnement de 1970 à 1981, mais le projet fut en fait abandonné en 1977. Les tests en vol continuèrent cependant. General Electric se vit attribuer un contrat de 182 millions de dollars pour le développement d'une version améliorée F101-102, dont le premier exemplaire fut livré en 1983. Ce moteur propulsa le B-1B, une nouvelle version du programme ressuscité B-1, à partir de 1984, ce dernier entrant en service en 1986. Les quatre moteurs équipant l'appareil lui permirent de décrocher 61 records de vitesse, charge utile et distance franchissable.
Bien qu'il n'ait équipé que le B-1, le F101 fut testé sur d'autres appareils et donna naissance à une descendance très performante et à grand succès. Ainsi, une version du F-16 fut testée avec ce moteur au début des années 1980, et les données collectées pendant ces essais menèrent à la conception du célèbre F110. De même, ce moteur fut utilisé comme base de développement pour la gamme de turboréacteurs civils à grand succès CFM56,, qui équipent par exemple l'Airbus A320.
Un total de 469 exemplaires du F101-GE-102 ont été produits, le dernier ayant été assemblé en décembre 1987,. D'après le site internet du constructeur, un programme de mise à jour serait en cours de réflexion pour étendre la durée de vie du F101. Ce programme serait basé sur le programme « Service Life Extension Program » (SLEP), qui a été conçu et appliqué avec succès sur le F110. Le but serait d'allonger la durée de vie, réduire de 1,5 % la consommation spécifique de carburant, mais également de réduire la fréquence des interventions de maintenance, permettant de générer des économies d'utilisation à hauteur de 2 milliards de dollars.

## Caractéristiques
Le F101-GE-100 est un turboréacteur à taux de dilution moyen et postcombustion à double corps, d'une longueur supérieure à 4,50 m et d'une masse proche des deux tonnes. Il est composé de deux corps, un basse-pression (BP) et un haute-pression (HP), reliés entre eux par des arbres concentriques passant au milieu de la chambre de combustion annulaire.
Le corps BP consiste en une soufflante à 2 étages, reliée à une turbine axiale également à 2 étages, tandis-que le corps HP est constitué d'un compresseur axial à 9 étages, entraîné par une turbine axiale à un seul étage. La postcombustion est de type progressive, et peut donc varier sa puissance sur une large plage de fonctionnement (à l'inverse de certaines postcombustions des débuts de l'ère de la réaction, qui étaient de type « on/off » et n'avaient aucune modulation de puissance). Le canal de PC est également doté d'une tuyère primaire et d'une secondaire à section variable.
Le taux de compression est de 26,8 : 1 et le taux de dilution est de 2 : 1, avec un débit d'air de 158,76 kg/s. Produisant une poussée maximale de 136,9 kN avec la PC activée, le F101 possède un rapport poussée/poids de 7,04 : 1 et sa consommation spécifique de carburant est de 2,46 lb/(lbf.h).

## Applications
- Rockwell B-1 Lancer